# Jag har hört om en stad
Jag har hört om en stad, ofta kallad Jag har hört om en stad ovan molnen, är en frikyrklig sångtext skriven 1947 av Lydia Lithell (1909–1957). Melodin är en rysk romans som heter Entonigt klingar den lilla klockan (på ryska Odnozvutjno gremit kolokoltjik) med musiken av Aleksandr Guriljov (1803−1858). I Sverige är den en uppskattad begravningspsalm. Sången saknas i Svenska kyrkans psalmbok.

## Publicerad i
- Psalmer och Sånger 1987 som nr 748 under rubriken ”Framtiden och hoppet – Himlen”.[1]
- Segertoner 1988 som nr 666 under rubriken ”Framtiden och Hoppet – Himlen”.[2]
- Frälsningsarméns sångbok 1990 som nr 690 under rubriken ”Framtiden och hoppet”.
- Sångboken 1998 som nr 57.

## Inspelningar
Bland de artister som framfört den och spelat in den på skiva finns bland andra Curt & Roland som 1972 spelade in en version i Nashville som under många år därefter var den mest önskade kristna sången i radion. 2005 spelade Carola Häggkvist in sången på sitt album Störst av allt. En instrumentell jazzversion av låten förekommer på Jan Johanssons skiva Jazz på ryska under spårnamnet Entonigt klingar den lilla klockan. På skivan ”En salig blandning” utgiven av Frälsningsarmén gör Rolf Wikström en version av sången.

## Filmmusik
Jag har hört om en stad sjungs i flera scener i Roy Anderssons film Du levande.

### Fotnoter
1. 1 2 3   Psalmer och sånger. Örebro: Libris. 1987. Libris 7623713. ISBN 91-7214-134-4
2. ↑  Heinerborg, Karl-Erik; Lennart Jernestrand (1988). Segertoner melodisångbok. Stockholm: Förlaget Filadelfia. Libris 911558
3. ↑  ”Svensk mediedatabas”. http://smdb.kb.se/catalog/id/001430275. Läst 2 juni 2011.
4. ↑  ”Svensk mediedatabas”. http://smdb.kb.se/catalog/id/002004384. Läst 2 juni 2011.
5. ↑  ”Svensk filmdatabas”. http://www.sfi.se/sv/svensk-filmdatabas/Item/?itemid=57331&type=MOVIE&iv=Music&ref=/templates/SwedishFilmSearchResult.aspx?id%3d1225%26epslanguage%3dsv%26searchword%3dDu+levande%26type%3dMovieTitle%26match%3dBegin%26page%3d1%26prom%3dFalse. Läst 2 juni 2011.